# Antifilo di Bisanzio
Antifilo di Bisanzio (in greco antico: Ἀντίφιλος?, Antìphilos; Bisanzio, prima metà I sec. d.C. – ...) è stato un poeta romano.

## Biografia
Antifilo, bizantino, come risulta dalle intestazioni nell'Antologia Palatina, fu in attività sotto il regno di Nerone, come risulta da uno dei suoi epigrammi, in cui menziona il favore conferito dall'imperatore all'isola di Rodi.

## Epigrammi
Di Antifilo restano 40 epigrammi nella Antologia Palatina, per lo più epidittici, sepolcrali e dedicatori, la maggior parte dei quali sono superiori nella concezione e stile per la maggior parte di queste composizioni.
Si va da temi classici come i lamenti per un naufragio ad argomenti peregrini come la cosiddetta "divinazione per peso", nella quale il praticante trovava risposte in base al peso delle pietre incontrate sul suo cammino, ad epigrammi mitologici, come l'epitimbio per Protesilao, o legati all'attualità, come, ad esempio, un distico che celebra la costruzione del molo di Pozzuoli, o la suddetta celebrazione di Nerone, paragonato ad Helios.

Tuttavia, a parte lo stile, prezioso e manierato, Antifilo non si discosta dal manierismo imperante nell'epigramma tardorepubblicano e imperiale, testimoniato da altri suoi contemporanei come Marco Argentario, Filippo di Tessalonica, Crinagora: una sua caratteristica peculiare è, comunque, l'abbondanza di neoformazioni che imitano lo stile di Leonida di Taranto.